# Chambre des députés
Pour les articles homonymes, voir Chambre.

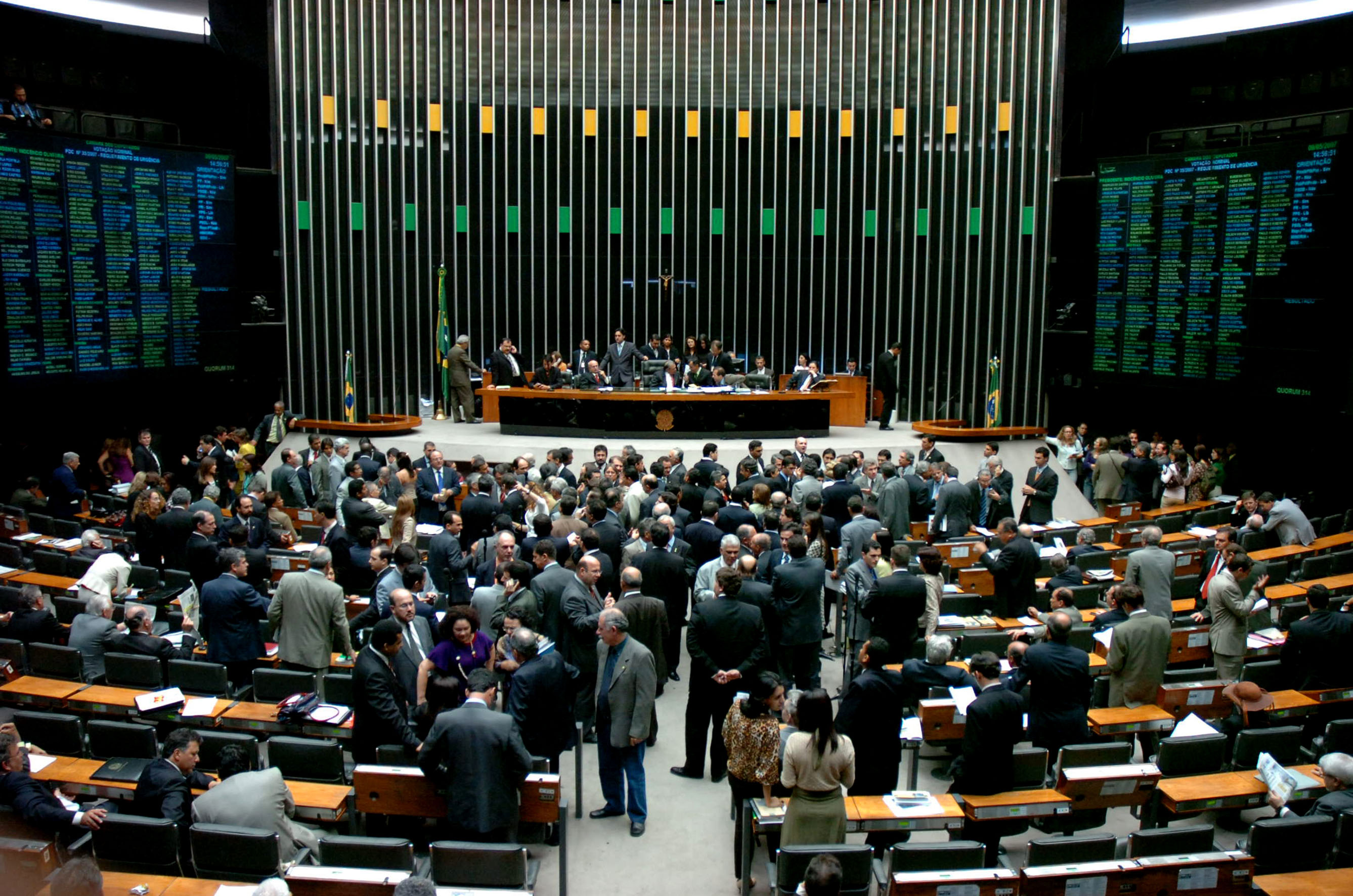
Chambre des députés du Brésil en 2007.

La Chambre des députés est le nom de l'organe législatif donné à la chambre basse dans un système législatif bicaméral, ou de la législature dans le système unicaméral. Elle permet aux députés de voter les lois, confronter leurs idées et de débattre entre eux.
Selon les pays et les époques, ce type d'institution peut aussi se nommer Assemblée nationale ou Chambre des représentants.
Les membres de ce type d'organe sont généralement appelés députés.

## Chambre basse dans le bicamérisme
Dans les pays suivants, la Chambre des députés est le nom de la chambre basse dans un système bicaméral.
| Pays                   | désignation                                                          | nom local                                                                      |
| Argentine              | Chambre des députés d'Argentine                                      | Cámara de Diputados                                                            |
| Bahreïn                | Chambre des députés du Bahreïn                                       | Majlis an Nuwab                                                                |
| Belgique               | Chambre des représentants                                            | Chambre des représentants Kamer van Volksvertegenwoordigers Abgeordnetenkammer |
| Bolivie                | Chambre des députés de Bolivie                                       | Cámara de Diputados                                                            |
| Brésil                 | Chambre des députés du Brésil                                        | Câmara dos Deputados                                                           |
| Chili                  | Chambre des députés du Chili                                         | Cámara de Diputados                                                            |
| République tchèque     | Chambre des députés de la République tchèque                         | Poslanecká sněmovna                                                            |
| République dominicaine | Chambre des députés de la République dominicaine                     | Cámara de Diputados                                                            |
| Espagne                | Congrès des députés                                                  | Congreso de los Diputados                                                      |
| Guinée équatoriale     | Chambre des députés                                                  | Cámara de Diputados                                                            |
| Haïti                  | Chambre des députés d'Haïti                                          | Chambre des Députés                                                            |
| Italie                 | Chambre des députés d'Italie Chambre des députés du royaume d'Italie | Camera dei Deputati                                                            |
| Mexique                | Chambre des députés du Mexique                                       | Cámara de Diputados                                                            |
| Paraguay               | Chambre des députés du Paraguay                                      | Cámara de Diputados                                                            |
| Roumanie               | Chambre des députés de Roumanie                                      | Camera Deputaţilor                                                             |
| Rwanda                 | Chambre des députés du Rwanda                                        | Umutwe w'Abadepite Chambre des Députés Chamber of Deputies                     |

## Dans le système monocaméral
Dans les pays suivants, la Chambre des députés est le nom donné au parlement monocaméral :
| Pays       | désignation                       | Nom local                                      |
| Égypte     | Chambre des députés               | مجمجلس النواب (Maglis al-Nowaab)               |
| Liban      | Parlement du Liban                | Assemblée nationale / مجلس نواب (Majles Nuweb) |
| Malte      | Chambre des représentants (Malte) | Kamra tad-Deputati                             |
| Luxembourg | Chambre des députés du Luxembourg | Chambre des députés / d'Chamber                |

## Chambres des députés historiques
| Pays    | Période                                    | désignation                                  | nom local           |
| France  | Restauration (1814-1830)                   | Chambre des députés                          | Chambre des députés |
| France  | Monarchie de Juillet (1830-1848)           | Chambre des députés                          | Chambre des députés |
| France  | Troisième République (1870-1940)           | Chambre des députés                          | Chambre des députés |
| Pologne | Première République de Pologne (1454-1795) | Chambre des nonces                           | Izba Poselska       |
| Pologne | Duché de Varsovie (1809-1815)              | Chambre des nonces (Duché de Varsovie) (pl)  | Izba Poselska       |
| Pologne | Royaume de Pologne (1815-1831)             | Chambre des nonces (Royaume du Congrès) (pl) | Izba Poselska       |
| Tunisie | 2002-2011                                  | Chambre des députés de Tunisie               | Majlis al-Nuwaab    |